# Samson Tijani
Samson Tijani, né le 17 mai 2002 au Nigeria, est un footballeur international nigérian, qui évolue au poste de milieu de terrain au Dukla Prague.

## Biographie

### En club
Samson Tijani commence le football dans son pays, le Nigeria, avec le Collins Edwin Sports Club. Il rejoint en 2020 le Red Bull Salzbourg, en Autriche. Un mois plus tard il est prêté pour une saison à un autre club autrichien, le TSV Hartberg,. Il joue son premier match le 30 août 2020 contre le Dornbirner SV (en) en coupe d'Autriche. Il est titularisé et son équipe s'impose largement (0-7).

### En équipe nationale
Samson Tijani est sélectionné avec l'équipe du Nigeria des moins de 17 ans pour participer à la Coupe d'Afrique des nations des moins de 17 ans 2019. Il y joue cinq matchs en tant que titulaire, les jeunes nigérians perdent en demi-finale contre la Guinée aux tirs au but et perdent le match pour la troisième place face à l'Angola (1-2). 
Avec cette même sélection il participe quelques mois plus tard à la coupe du monde des moins de 17 ans en 2019. Il officie comme capitaine lors de ce tournoi et se distingue lors de la première journée en marquant deux buts lors de la victoire des siens face à la Hongrie (4-2). Le Nigeria est battu par les Pays-Bas en huitième de finale (1-3).
Samson Tijani honore sa première sélection avec l'équipe nationale du Nigeria le 9 octobre 2020, lors d'un match contre l'Algérie (défaite 0-1 du Nigéria).